# Peter Paul McSwiney
Pour les articles homonymes, voir MacSwiney.
Peter Paul McSwiney ( - 27 février 1884), est un homme politique irlandais.

## Biographie
Il est lord-maire de Dublin de 1864 à 1865, puis de 1875 à 1876.
Un de ses petits-fils est le général Pierre des Vallières, tué sur le front en 1918 au chemin des Dames.

## Distinctions
- Grand-croix de l'ordre de Saint-Grégoire-le-Grand
- Chevalier de la Légion d'honneur

## Sources
- (de) Cet article est partiellement ou en totalité issu de l’article de Wikipédia en allemand intitulé « Peter Paul MacSwiney » (voir la liste des auteurs).

- Notice dans un dictionnaire ou une encyclopédie généraliste :   - Dictionary of Irish Biography